# Свидетел
Свидетел e някой, който има непосредствено знание за престъпление или драматично събитие чрез сетивата си, като виждане, чуване, мирис, допир и може да помогне за удостоверяването на важни въпроси относно престъплението и времето на неговото извършване. Свидетел, който е бил на самото престъпление се нарича свидетел на местопрестъплението. Свидетелите често са извиквани пред съда, за да свидетелстват по съдебни процеси.
В англосаксонското право вещите лица са свидетели експерти (на английски: expert witness, professional witness).